# Permissão de trabalho
Permissão de trabalho é um termo genérico para a autorização legal que permite a uma pessoa conseguir emprego. Ele é mais utilizado quando o indivíduo quer trabalhar num país onde não tem nacionalidade, mas também pode ser usado para menores de idade que, em alguns casos, precisam de uma permissão para trabalhar. 
Estes casos no Brasil, se referem ao que diz a lei de aprendizagem, que permite que adolescentes maiores de 14 anos estagiem em diversas funções visando ganho de experiência para o mercado de trabalho. 
1. ↑  MELIN, Pauline (2019). The External Dimension of EU Social Security Coordination: Towards a Common EU Approach. [S.l.: s.n.] p. 120-121. ISBN 9789004415331. Verifique |isbn= (ajuda)
2. ↑  «LEI N° 10.097, DE 19 DE DEZEMBRO DE 2000.»